# 薛城区
薛城区（せつじょう-く）は、中華人民共和国山東省棗荘市に位置する市轄区。

## 行政区画
- 街道:臨城街道、興仁街道、興城街道、張范街道、常荘街道、新城街道
- 鎮:沙溝鎮、周営鎮、鄒塢鎮、陶荘鎮

## 交通
- 京滬高速鉄道棗荘駅